# Deutsches Symphonie-Orchester Berlin

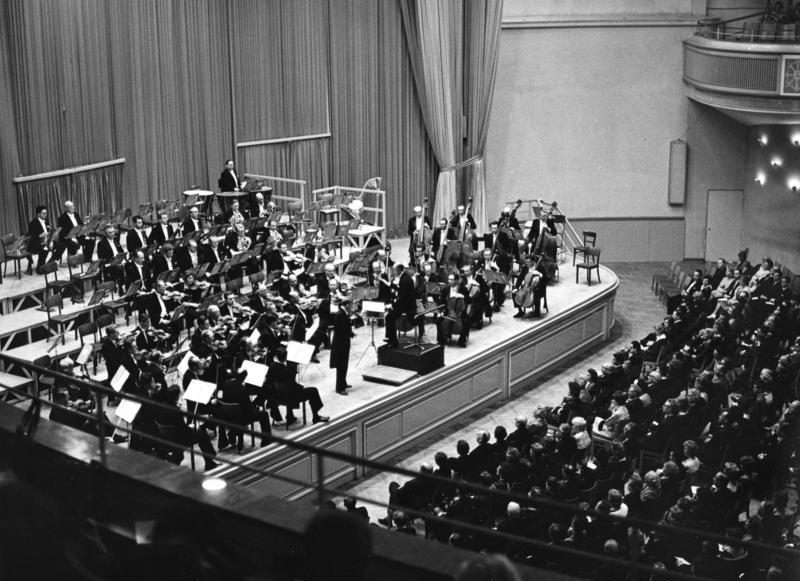
Radio-Symphonie-Orchester Berlin (1961),
de voorganger van het
Deutsches Symphonie-Orchester Berlin

Het Deutsches Symphonie-Orchester Berlin (DSO) is een symfonieorkest uit Berlijn dat opgericht werd op 15 november 1946.

## Geschiedenis
Op 7 februari 1946 werd de Drahtfunk im amerikanischen Sektor (DIAS) als omroep in de Amerikaanse sector van de toen in vier sectoren gedeelde stad Berlijn opgericht. Deze omroep was als draadomroep in de Amerikaanse en later ook Britse sector van de stad Berlijn te horen. In september 1946 werd het programma voor het eerst draadloos uitgezonden via een bepaalde middengolffrequentie en kon het via de radio ontvangen worden. De naam werd toen veranderd in Rundfunk im amerikanischen Sektor (RIAS). Omdat de RIAS geen eigen platenarchief had, bestond er een enorm productie-behoefte aan symfonische en lichte muziek. Op 15 november 1946 werd het RIAS-Symphonie-Orchester opgericht. Het orkest werd door de Amerikanen gefinancierd, omdat het in hun omroep geïntegreerd was.
Op 7 september 1947 vond het eerste concert plaats in het Titania-Palast in Berlin-Steglitz. Het orkest werd gedirigeerd door Walter Sieber, de toenmalige leider van de RIAS-muziekafdeling. In oktober 1948 maakte Sergiu Celibidache met een Gershwin-programma zijn debuut bij het RIAS-Symphonie-Orchester.
In 1948 werd de jonge Hongaarse dirigent Ferenc Fricsay eerste chef-dirigent van het orkest. Op 12 december 1948 vindt het eerste concert met deze dirigent plaats in het Titania-Palast. Eigentijdse werken zijn een vast onderdeel van zijn programma's. Vele stukken gaan bij dit orkest in première en het legt hiermee de basis voor een specifieke traditie in het ten gehore brengen van eigentijdse muziek.
In 1956 werd de naam van het orkest veranderd in Radio-Symphonie-Orchester Berlin.
In 1964 werd Lorin Maazel de nieuwe chef-dirigent van het orkest. Hij legt de focus bij de programmering op de grote werken van Hector Berlioz, Anton Bruckner en Franz Liszt, maar ook op de zogenoemde romantische rariteit. In januari 1973 gaat hij met het orkest op tournee door Azië.
Van 1976 tot 1982 is er geen chef-dirigent. In deze tijd werkt het orkest samen met gastdirigenten zoals Erich Leinsdorf, Eugen Jochum, Gerd Albrecht, Gennadi Rozjdestvenski en Neville Marriner.
Van 1982 tot 1989 is Riccardo Chailly chef-dirigent van het Radio-Symphonie-Orchester Berlin. Chailly was een meester in de uitbeelding van grote vormen, wat met name bij zijn interpretaties van werken van Gustav Mahler en Anton Bruckner tot uitdrukking komt.
In 1989 werd Vladimir Asjkenazi chef-dirigent. Met zijn gevarieerde programmering maakte hij naam als universeel musicus. Soms werkte hij ook als solo pianist met het orkest samen.
Om verwisseling met andere orkesten te voorkomen, veranderde het orkest in 1993 opnieuw zijn naam, nu in Deutsches Symphonie-Orchester Berlin (DSO). In mei en juni 1996 gaat het orkest met zijn dirigent Vladimir Asjkenazi op tournee door Rusland, Zuid-Korea en Japan. In 1996 maakt het orkest met gastdirigent Marek Janowski ook zijn eerste concertreis door Zuid-Amerika. In het volgende jaar is men opnieuw met Vladimir Asjkenazi op reis in de Verenigde Staten.
Van 2000 tot 2006 is Kent Nagano chef-dirigent van het DSO. Hij ontwikkelt de traditie van het orkest verder. Sinds 2007 is Ingo Metzmacher artistiek leider en chef-dirigent van het DSO. Zijn eerste openbare concert met het orkest gaf hij ter gelegenheid van het 60-jarig bestaan van het orkest op 7 september 2007 in de grote zaal van de Rundfunk Berlin-Brandenburg.
In 2011 heeft DSO een Grammy Award gekregen
Sinds 2014 organiseert het DSO jaarlijks een "Symphonic Mob". Hierbij worden musici van het orkest samengebracht met amateurmusici om zo het grootste 'pop up' orkest van Berlijn te vormen.
Sinds 2017 heeft chefdirigent Robin Ticciato de artistieke leiding in handen. In zijn tweede seizoen staat onder meer Händels "Messiah" gepland en een scènisch-ruimtelijk project in de Philharmonie van Berlijn. In het seizoen 2018-2019 gaat het orkest op tournee van Moskou naar China en door Europa.

## Dirigenten
- 1948–1954 Ferenc Fricsay
- 1959–1963 Ferenc Fricsay
- 1964–1975 Lorin Maazel
- 1982–1989 Riccardo Chailly
- 1989–1999 Vladimir Asjkenazi
- 2000-2006 Kent Nagano
- 2007-2010 Ingo Metzmacher
- 2010 - 2017 Tugan Sokhiev
- 2017 - heden Robin Ticciati